# 142857
142857（十四万二千八百五十七）是介于142856和142858之间的整数，是一個卡布列克數。
142857是七分之一的前6位數（1/7=0.142857），也是十進制中最常見的循环数。

## 性质

### 一般性質
- 合數，正因數有1、3、9、11、13、27、33、37、39、99、111、117、143、297、333、351、407、429、481、999、1221、1287、1443、3663、3861、4329、5291、10989、12987、15873、47619和142857。
質因數分解為{\displaystyle 3^{3}\times 11\times 13\times 37}。
- 虧數，真因數和為112503，虧度為30354。
- 十进制的哈沙德數。
- 十进制的奢侈數。

### 特殊性质
- 用142857分别乘以1、2、3、4、5、6这几个数，其积仍由原来的1、4、2、8、5、7六个数组成，只是排列不同（称为循环数）。

142857×1=142857
142857×2=285714
142857×3=428571
142857×4=571428
142857×5=714285
142857×6=857142
142857×7=999999
把142857這個數字分解成兩組數字：142、857。這兩個數字之和得出999。

或把142857分解成三組數字：14、28、57。這三組數字之和得出99。

假如把142857自乘，結果是20408122449，將此數分解兩組數字：20408和122449。它們之和是142857。

能被7整除的自然数的个数
- 10以内 1个
- 100以内 14个
- 1000以内 142个
- 10000以内 1428个
- 100000以内 14285个
- 1000000以内 142857个
- 10000000以内 1428571个

......
用1至9除以7之後獲得的循环小数，循環的數字也是142857（7除以7除外）：
1 ÷ 7 = 0.142857
2 ÷ 7 = 0.285714
3 ÷ 7 = 0.428571
4 ÷ 7 = 0.571428
5 ÷ 7 = 0.714285
6 ÷ 7 = 0.857142
7 ÷ 7 = 1.000000
8 ÷ 7 = 1.142857
9 ÷ 7 = 1.285714
用22除以7更可獲得圓周率古代的近似值：
22 ÷ 7 = 3.142857
{\displaystyle {\frac {1}{7}}=\sum _{n=0}^{\infty }3^{n}*10^{-(n+1)}}
1. ↑  . The On-Line Encyclopedia of Integer Sequences. OEIS Foundation.   [2016-06-03]. （原始内容存档于2022-12-18）.
2. ↑  . The Internet Encyclopedia of Science. （原始内容存档于2007-09-29）.
3. ↑  Ecker, Michael W. . The Two-Year College Mathematics Journal. March 1983, 14 (2): 105–109. JSTOR 3026586. doi:10.2307/3026586.
4. ↑  . PlanetMath. （原始内容存档于2007-07-14）.
5. ↑  Hogan, Kathryn. . Australian Doctor. August 2005. （原始内容存档于2007-12-24）.